# Mystra
Mystra (mis-tra) è una divinità immaginaria appartenente all'ambientazione Forgotten Realms per il gioco di ruolo fantasy Dungeons & Dragons. 
Mystra è la divinità della magia, della trama e dei misteri (nel significato della conoscenza) e fa parte del pantheon faerûniano come divinità maggiore con grado (rank in lingua madre) 18.
Mystra è di allineamento Neutrale Buono, ma per compatibilità con il suo clero, poiché la precedente divinità della magia morta durante il Periodo dei Disordini era Legale Neutrale, i suoi fedeli possono utilizzare entrambi gli allineamenti.
Il suo simbolo è costituito da un cerchio di sette stelle blu e bianche attorno ad una nebbia rossa che scaturisce dal centro, la sua arma preferita è lo shuriken a 7 stelle.

## Ruolo divino
Mystra è la dea della magia sul Faerun, in pratica è la Trama, il modo più semplice di usare la magia in Faerun. Grazie al suo costante impegno, tutti i mortali e le altre divinità sono in grado di utilizzare la magia, tramite alcune regole ben precise che se ignorate possono portare alla pazzia, o all'ira della dea, fino alla totale estromissione dall'uso della trama stessa. Benché questo potere sia pericoloso per gli arcanisti, lo è altresì per Mystra, tanto che davvero raramente lo utilizza. 
La Mystra attuale, o più precisamente Mezzanotte (Midnight in lingua madre) è, a differenza delle precedenti dee della magia, particolarmente attenta alla trama: lotta per la sua ricostruzione dopo gli avvenimenti del periodo dei disordini, e trama in segreto contro la sua madrigna Shar dea dell'oscurità e dei segreti, la quale dopo millenni di studi sulla trama, è riuscita a crearne una seconda copia a sua immagine e somiglianza: la trama d'ombra. 
Mezzanotte, segretamente, sarebbe anche in grado di accettare una parte del potere maligno di Shar, se questo portasse alla completa fusione delle due trame, entrambe nelle sue mani.

## Storia
Mystril nacque decine di millenni fa dal primo grande scontro tra Selûne e Shar, le due sorelle progenitrici della creazione sul Faerun. Queste si combatterono fino al punto in cui Selune prese tutta la magia (nel senso totalistico della parola) e la scagliò come un fulmine su Shar, trapassandola e rubandole almeno tanto potere quanto Selune le aveva scagliato addosso. Questa energia magica così nata, fu Mystril, la prima dea della magia sul Faerun. Di allineamento Legale Neutrale, Mystril permase per decine di millenni, fino al -339, anno in cui Karsus l'uccise insieme a sé stesso. Li nacque Mystra (la vera), quella che ricreò la Trama, quella che salvò tre città netheresi dalla caduta, quella che limitò per sempre l'uso della magia sul Faerun al 9º livello di incantesimo, più un 10º da intendersi con l'uso delle regole degli incantesimi epici, ed infine quella che creò, ed amò i suoi eletti.
Mystra trovò la sua fine durante il periodo dei disordini, quando tutto il pantheon fu bandito al suolo da Lord Ao, il dio supremo del Faerun, colui che gestisce le regole per mantenere in vita il multiverso fearuniano. In quel momento Mystra come tante altre divinità camminò sul Faerun come avatar (una manifestazione mortale ed umana della divinità - di gran lunga meno potente della divinità originaria), e come tutte le altre divinità cercò di ritornare al suo piano di esistenza. Sul cammino però incontro il dio Helm, dio neutrale che incarna l'essenza più alta dell'essere guardiano e custode devoto, colui che fu incaricato da Lord Ao di sorvegliare il passaggio per i piani esterni, l'unico dio ad essere rimasto divinità a tutti gli effetti. Come punizione per aver tentato di disubbidire al dio supremo, Helm scelse per Mystra la distruzione. Da lì, una maga umana di nome Mezzanotte, allieva di Azuth l'altissimo, che nel frattempo sul Faerun incalzava battaglia con Bane (avatar in persona) e Cyric (avatar in persona) fu premiata per la sua bravura e dedizione con l'elevazione a divinità della magia da parte di Lord Ao. Con la fine del periodo dei disordini la situazione è ritornata alla normalità.
Lo stato divino di Mezzanotte, la terza Mystra, non durò tuttavia per sempre. La dea Shar, non molto tempo dopo il Periodo dei Disordini, complottò assieme a Cyric per uccidere Mystra, nel tentativo di prendere il controllo sulla Trama.
Quando Cyric uccise Mystra, però, il piano dove essa viveva (Dweomerheart) collassò su se stesso, uccidendo all'istante il dio Savras e scaraventando via Azuth e Velsharoon, che moriranno anch'essi poco dopo. 
Oltre a Dweomerheart collassò anche la Trama stessa, e assieme ad essa la Trama d'Ombra (la sua versione oscura, che era già sotto il controllo di Shar), distruggendole entrambe e provocando un periodo di caos terribile noto come Spellplague, che porterà ancora più sconvolgimenti del Periodo dei Disordini.

### Gli eletti di Mystra
Gli eletti erano per la prima Mystra una sorta di dolci piccole metà, ciascuno con dei tratti propri, ciascuno con dei poteri e delle abilità proprie, ma in fondo li amava tutti come se fossero fidanzati o fidanzate (come divinità Mystra è in grado di usare mortalmente il sesso che vuole). L'attuale Mezzanotte diversamente è meno passionale nel rapporto che ha con i suoi eletti (con grandissimo dispiacere di Elminster che era innamorato profondamente di Mystra), di cui a volte apprezza la saggezza e le conoscenza come quelle di Elminster o di Arunsun, o il potere come quello della Simbul. Attualmente gli eletti sono impegnati nella salvaguardia della trama, alla ricerca di nuovi incantesimi e in spionaggio contro i cleri più avversi come Bane, Cyric, Shar ed Helm.
Fra questa schiera di potenti personaggi troviamo: le Sette Sorelle, Elminster di Shadowdale e Khelben "Bastone nero" Arunsun.